# 安山駅
安山駅（アンサンえき）は、大韓民国京畿道安山市檀園区元谷洞にある、韓国鉄道公社（KORAIL）の駅。駅番号は安山線が453、水仁・盆唐線がK255。
KORAIL首都圏南部支社のグループの代表駅で、安山線全駅を管理している。

## 歴史
- 1937年8月5日 - 京東鉄道の元谷駅として開業。
- 1946年5月10日 - 国有化され水仁線となる。
- 1988年10月25日 - 安山線安山駅開業。後に水仁線元谷駅も安山駅に統合。
- 1994年9月1日 - 旧水仁線が営業休止。
- 2010年1月18日 - 安山線急行列車の運転開始。当駅は急行停車駅となる。
- 2020年9月12日 - 水仁線が漢大前駅まで4号線と同じルートを経由して水原駅まで開業
- 2020年9月12日 - 水仁線と盆唐線が首都圏電鉄水仁・盆唐線として直通運転を開始。

## 駅構造

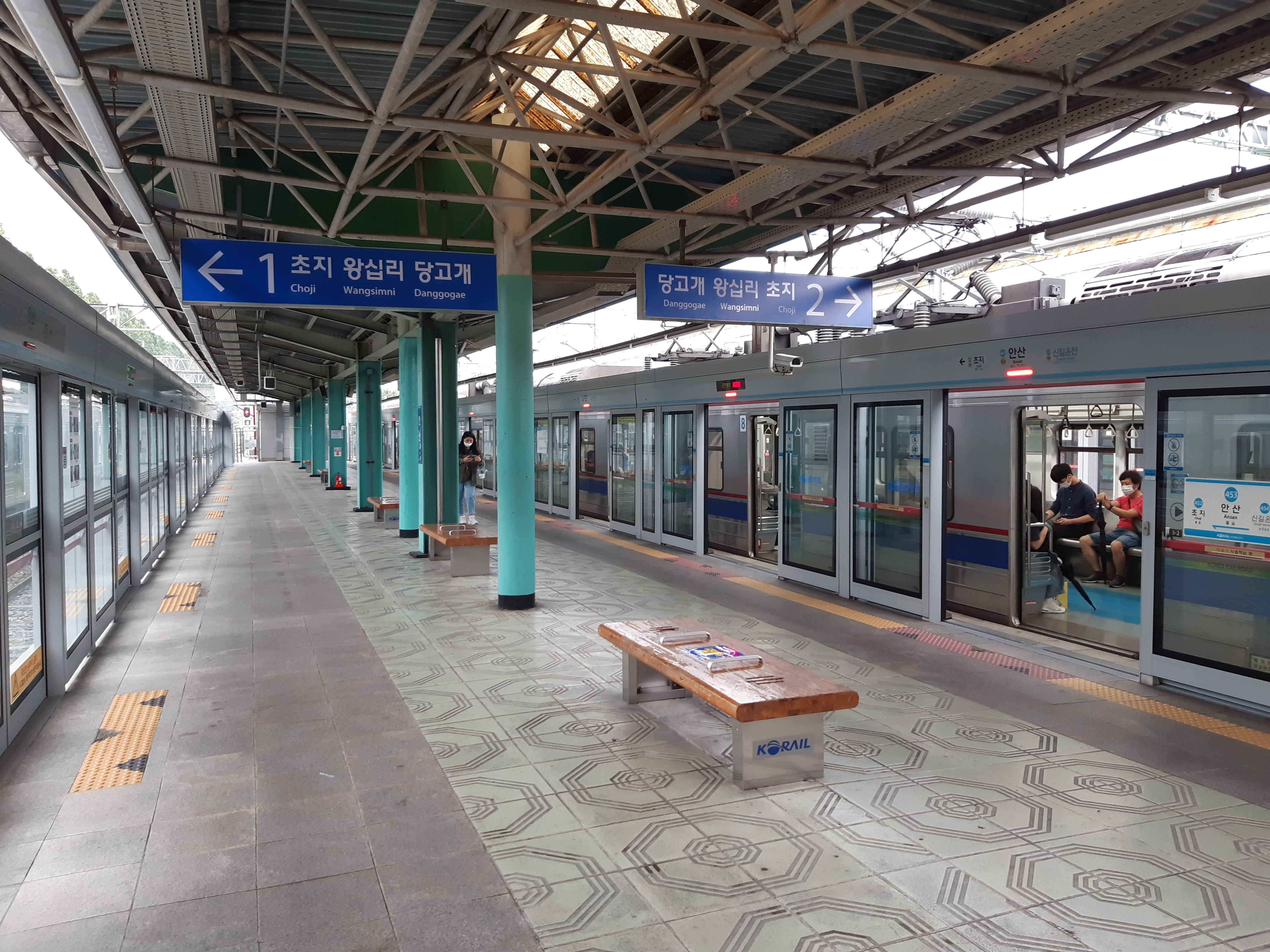
プラットホーム

島式ホーム2面4線を有する地上駅で、橋上駅舎を有している。線路・プラットホームは安山線と水仁・盆唐線で共有している。
出口は1番と2番の2ヵ所ある。

### のりば
| 1 | 安山線       | 衿井・舎堂・タンゴゲ・榛接方面               |
| 1 | 水仁・盆唐線 | 漢大前・水原・竹田・水西・往十里・清凉里方面 |
| 2 | 安山線       | 烏耳島方面                                   |
| 2 | 水仁・盆唐線 | 烏耳島・蘇萊浦口・松島・仁川方面             |

## 利用状況
| 路線    | 乗車人員 | 乗車人員 | 乗車人員 | 乗車人員 | 乗車人員 | 乗車人員 | 乗車人員 | 乗車人員 | 乗車人員 | 乗車人員 | 注 釈 |
| 路線    | 2000年   | 2001年   | 2002年   | 2003年   | 2004年   | 2005年   | 2006年   | 2007年   | 2008年   | 2009年   | 注 釈 |
| ------- | -------- | -------- | -------- | -------- | -------- | -------- | -------- | -------- | -------- | -------- | ----- |
| ●安山線 | 14916人  | 13972人  | 14988人  | 15354人  | 11884人  | 11195人  | 11769人  | 11975人  | 13621人  | 13637人  | [ 1 ] |

## 駅周辺
駅名が安山なので安山市の中心部と思われがちだが、安山市の中心は中央駅の周辺であり、当駅の周辺は住宅地と小規模な商店街となっている。近年は中国・モンゴル・東南アジア・南アジア・中央アジア諸国からの出稼ぎ労働者が多く居住している。
- Eマートトレーダーズ（朝鮮語版）安山店
- 元谷公園
- 冠山公園
- 元谷高等学校（朝鮮語版）
- 元谷中学校
- 元谷初等学校
- 新吉高等学校（朝鮮語版）
- 安山西初等学校
- 安山電動車事務所（車両基地）

## 隣の駅
韓国鉄道公社
●安山線
急行
中央駅 (450) ← 安山駅 (453)
緩行
草芝駅 (452) - 安山駅 (453) - 新吉温泉駅 (454)
●水仁・盆唐線
緩行
草芝駅 (K254) - 安山駅 (K255) - 新吉温泉駅 (K256)